# کریم تولگانوف
کریم تولگانوف (انگلیسی: Karim Tulaganov؛ زادهٔ ۲۷ اوت ۱۹۷۳) بوکسور اهل ازبکستان است.